# Hugo Morales
Hugo Alberto Morales (Buenos Aires, 30 de julho de 1974) é um ex-futebolista profissional argentino que atuava como meio-campo, medalhista olímpico.